# الدوري الإنجليزي لكرة القدم 1920–21
الدوري الإنجليزي لكرة القدم 1920–21 (بالإنجليزية: 1920–21 Football League)‏ هو موسم من دوري كرة القدم الإنجليزي. فاز فيه نادي بيرنلي.